# Strigilla carnaria
Strigilla carnaria is een tweekleppigensoort uit de familie Tellinidae. De wetenschappelijke naam van de soort werd gepubliceerd in 1758 door Carl Linnaeus in de teinde editie van Systema naturae als Tellina carnaria.
Rechter en linker klep van hetzelfde exemplaar:

Rechter klep
Linker klep